# Mladen Šekularac
Mladen Šekularac (né le 29 janvier 1981, à Bar, au Monténégro, en ex-Yougoslavie) est un joueur monténégrin de basket-ball, jouant au poste d'ailier.

## Carrière
Mladen Šekularac est considéré au début de sa carrière comme l'un des plus grands espoirs du basket-ball européen, au point que son club formateur KK Igokea impose une indemnité de transfert de 1 300 000 €. Il est sélectionné lors de la draft 2002 par les Dallas Mavericks au 55e rang. Cependant, il ne confirme pas les espoirs placés sur lui. Les Mavericks transfèrent ses droits aux Golden State Warriors en 2004.
Il effectue sa carrière en Europe, notamment à la Virtus Bologne, puis dans des clubs de moindre importance par rapport au potentiel qu'il avait démontré en début de carrière. En 2010, il revient dans son club d'origine, KK Igokea.